# Союзный проспект (Москва)
Сою́зный проспект — проспект, расположенный в Восточном административном округе города Москвы на территории района Новогиреево.

## История
Образующая проспект трасса появилась в 1906 году в результате прямоугольной планировки дачного посёлка Новогиреево на земле И. А. Торлецкого. Изначально эта трасса была названа Баронским проспектом.
Проспект вошёл в черту Москвы в составе бывшего посёлка Новогиреево в 1960 году. Название связано со словом «союз» («союзный») — излюбленного идеологического штампа советского времени.

## Расположение
Проспект начинается от Мартеновской улицы и идёт на восток-юго-восток. По ходу движения пересекает 6-й и 5-й проспекты Новогиреево; Свободный проспект; затем 3-й и 2-й проспекты Новогиреево. Через 150 м после пересечения со 2-м проспектом Новогиреево улица заканчивается.
Проспект не меняет направление на всём своём протяжении; идёт параллельно Зелёному проспекту и улице Алексея Дикого.

## Примечательные здания и сооружения
- Дом 24 — в доме жил Савелий Крамаров (кв. 48)[4].

## Транспорт

### Метро
- Станция метро «Новогиреево» Калининской линии — в 260 м на север от пересечения улицы с 5-м и 3-м проспектами Новогиреево (соответственно, западный и восточный выходы метро).

### Железнодорожный транспорт
- Железнодорожная платформа «Новогиреево» Горьковского направления МЖД — в 580 м на юг от пересечения улицы с 3-м проспектом Новогиреево.